# Alexandre Arbatt
Alexandre Arbatt, de son vrai nom Alexandre Kourepov, est un acteur russe naturalisé français, né le 6 juin 1945 à Moscou et mort le 12 juin 2016 à Paris 10e,.

## Biographie
Enfant de la balle (fils de clown), Alexandre est très tôt attiré par l'art dramatique et se forme au métier d'acteur à l'Ecole studio du théâtre d'art de Moscou, la célèbre école fondée par Constantin Stanislavski, qui restera son maître à penser. Sa carrière d'acteur se développe au théâtre, à la télévision et au cinéma où il se fait connaître sous son nom d'origine, Alexandre Kourepov. C'est ainsi qu'il sera engagé au Théâtre Malaïa Bronnaïa de Moscou, sous la direction d'Anatoly Efros, qui prendra plus tard la direction du théâtre de la Tanganka à la suite de Iouri Loubimov.
Il fait un voyage à Paris en 1980 et décide d'y rester. C'est là qu'il change son patronyme pour devenir Alexandre Arbatt, du nom d'un quartier moscovite célébré comme un équivalent russe du quartier latin de Paris ; c'est ainsi qu'il déclarera plus tard, " je suis né la première fois en 1945 à Moscou, la deuxième fois à Paris place de la Concorde".
Fidèle à son amour du théâtre, il crée une école d'art dramatique pluridisciplinaire dont l'esprit s'inspire de celle dans laquelle il a été formé. Cette école s'appellera l'Ecole Arbatt. Il formera de nombreux comédiens dont certains deviendront metteurs en scène ou réalisateurs.

## Filmographie
- 1981 : L'Ombre rouge de Jean-Louis Comolli
- 1983 : Balles perdues de Jean-Louis Comolli : Ludovic
- 1984 : La Diagonale du fou de Richard Dembo : Pavius Fromm
- 1985 : Les Cinq Dernières Minutes : Histoire d'os de Jean-Jacques Goron
- 1986 : Le Bridge de Gilles Dagneau (court-métrage)
- 1987 : Avril brisé (Bessian Vorpsi) de Liria Bégéja
- 1989 : Les Enquêtes du commissaire Maigret, épisode : L'Amoureux de Madame Maigret de James Thor
- 1989 : Les Mannequins d'osier de Francis de Gueltzl : Sanya Melnikov
- 1990 : L'Ami Giono: Ivan Ivanovitch Kossiakoff (téléfilm) de Fabrice Cazeneuve : L'homme-femme
- 1991 : Le Manège de Pauline (téléfilm) de Pierre Lary : Pavel
- 1993 : Total! de Hervé Nisic (court-métrage)
- 1994 : Mademoiselle O (téléfilm) de Jérôme Foulon : Le père de Volodia
- 1995 : La Femme piégée (téléfilm) de Frédéric Compain : Serge
- 1996 : Nuits blanches : Thomas de Sophie Deflandre
- 1997 : En danger de vie (téléfilm) de Bruno Gantillon
- 1998 : Paulie, le perroquet qui parlait trop de John Roberts : Misha Vilyenkov (voix française)
- 1998 : Madeline de Daisy von Scherler Mayer : Mr l'Ambassadeur d'Ouzbékistan
- 2006 : Les Brigades du Tigre de Jérôme Cornuau et François Cornuau : Le docteur Tanpisev
- 2006 : Sartre, l'âge des passions (téléfilm) de Claude Goretta : écrivain russe

## Doublage

### Cinéma

#### Films
- Elya Baskin dans 
  - Spider-Man 2 (2004) : M. Ditkovitch
  - Spider-Man 3 (2007) : M. Ditkovitch
- 1996 : Risque maximum : Yuri (Dan Moran)
- 1997 : Le Saint : Ivan Tretiak (Rade Serbedzija )
- 1998 : Paulie, le perroquet qui parlait trop : Misha Vilyenkov (Tony Shalhoub)
- 1998 : Les Joueurs : Teddy KGB (John Malkovich)